# Minos
Minos (em grego:  Μίνως, transl.: Mínōs), na mitologia grega, foi um rei semi-deus da ilha de Creta, filho de Zeus e da princesa fenícia Europa. Teria nascido em cerca de 1 445 a.C. e reinado de 1 406 a.C. a 1 204 a.C. (segundo a Crônica de Jerônimo de Estridão). Há diversas variantes de seu mito, tendo em algumas delas a existência de dois Minos. Além disso muitos estudiosos questionam a interessante semelhança entre o nome Minos e o nome de outros reis semi-lendários da Antiguidade como Menés do Egito, Mannus da Germânia, Manu da Índia.
A civilização que prosperou em Creta, quando foi descoberta pelo arqueólogo Arthur Evans, recebeu a alcunha de minoica, em referência a Minos. Dentro da hierarquia minoica, os reis recebiam o nome de Minos, o que teria salientado, possivelmente, a origem de tal mito. No poema épico A Divina Comédia, Minos aparece como um dos juízes do inferno sendo ele quem ouve as confissões dos mortos e designa-os a um círculo ou subcírculo específico de acordo com a falta relatada.

## História

### Família
Minos era filho de Zeus, que havia raptado Europa, filha de Agenor e Teléfassa, ou filha de Fênix, filho de Agenor e Teléfassa. Foi para procurar Europa que Agenor enviou seus outros filhos, que, desistindo da busca, fundaram vários reinos: Cadmo fundou Tebas, Fênix a Fenícia, Cílix a Cilícia e Tasos a cidade da ilha de Tasos..
Zeus se transformou em um touro, e levou Europa até Creta; lá, Europa teve três filhos com Zeus: Minos, Sarpedão e Radamanto. Astério, rei de Creta, casou-se com Europa, e criou seus filhos.

### Início do reinado em Creta

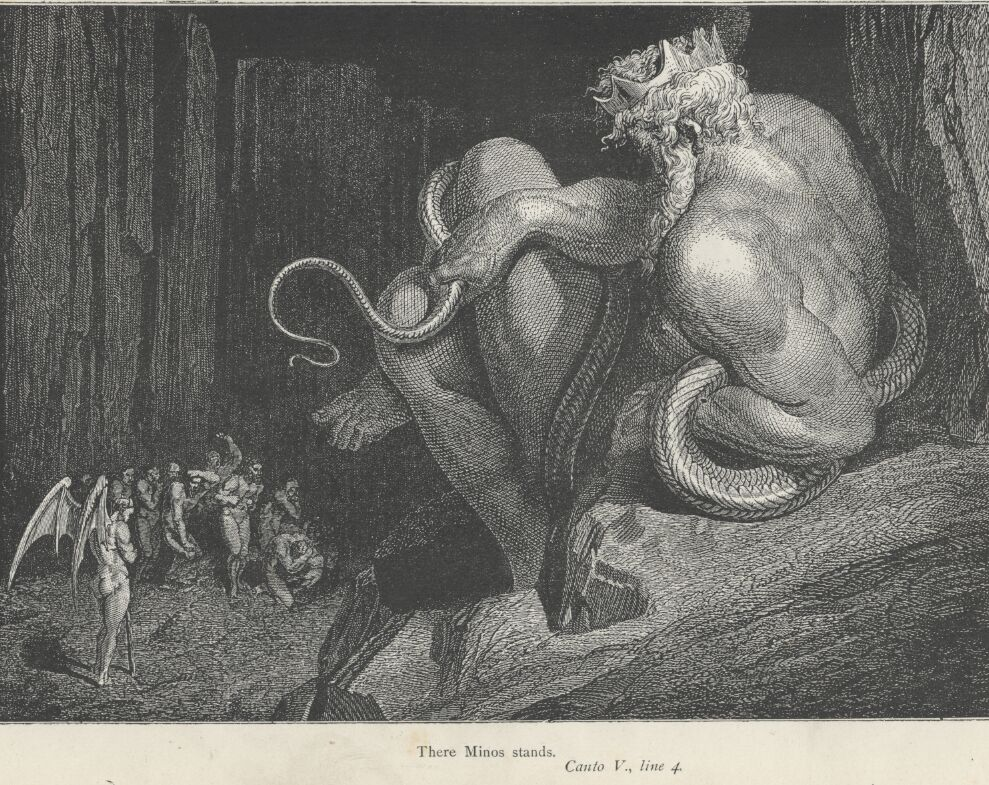
Ali está Minos
A divina comédia (Inferno, canto V, linha 4)

Após a morte de Astério, houve uma rivalidade entre os filhos de Europa, pois estes haviam se apaixonado pelo mesmo homem, Mileto, filho de Apolo e Ária, filha de Cléoco. Por Mileto preferir Sarpedão, Minos entrou em guerra aberta contra ambos, o que causou a fuga destes para a Cária. Segundo outra versão, o motivo da briga foi Atímnio, filho de Zeus e Cassiopeia. Mileto fundou a cidade de Mileto e Sarpedão se aliou a Cílix, em guerra com os lícios. Outra versão afirma que Radamanto também foi exilado da ilha tendo ele ido para a Beócia, e seu irmão Sarpedão para a Anatólia onde conquistou os mílios e terminou como rei destes. Radamanto quando morreu tornou-se um dos três juízes do inferno.
Minos fez as leis dos cretenses, e se casou com Pasífae, filha de Hélio e Perseis; no entanto, segundo Asclepíades, Minos casou-se com Creta, filha de Astério. Seus filhos foram Catreu, Deucalião, Glauco e Androgeu, e suas filhas foram Ácale, Xenódice, Ariadne e Fedra; além destes, ele teve filhos com a ninfa Paria, Eurimedonte, Nefálio, Crises e Filolau, e com Dexiteia ele teve o filho Euxâncio.
Pasífae havia enfeitiçado Minos para que sempre que tentasse traí-la, bestas sairiam do corpo de seu marido e matariam sua amante; no entanto, Minos acabou por ter um caso com Prócris, filha de Erecteu e esposa de Céfalo, que antes já havia se prostituído para Pteleão, e havia fugido para Creta quando foi descoberta. Minos ofereceu a ela um cachorro veloz e um dardo que jamais errava o alvo e esta, em troca, ofereceu a ele uma raiz que permitiria que fossem para cama. No entanto, temendo Pasífae, Prócris regressou para Atenas.

### O Minotauro e o labirinto

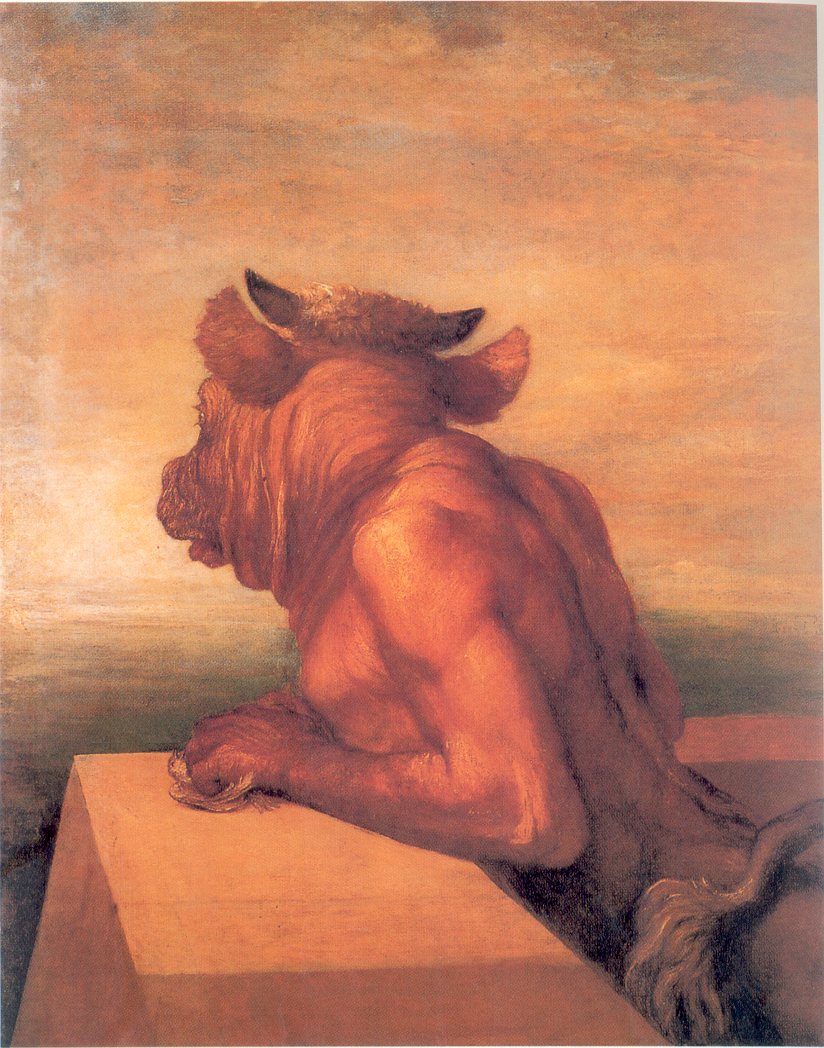
O minotauro
George F. Watts

Minos ansiava governar sobre Creta, no entanto, seu reinado era contestado, o que o levou a pedir que um touro emergisse do mar para ser sacrificado em sua homenagem, durante um sacrifício a Poseidon; este atendeu o pedido, mas Minos, ao invés de sacrificar o touro, o colocou junto de seu rebanho e sacrificou outro touro no lugar. Em represália, Poseidon fez com que o touro se tornasse selvagem e que Pasífae se apaixonasse por ele.
Após ser banido de Atenas por ter assassinado Perdix, Dédalo, um famoso arquiteto e inventor ateniense, refugiou-se em Creta e lá construiu um aparelho mecânico de madeira no formato de uma vaca para que Pasífae pudesse copular com o touro. Da união do touro com Pasífae nasceu Astério, mais conhecido como Minotauro (criatura metade homem, metade touro), que foi encerrado no labirinto construído por Dédalo a mando de Minos.

### Androgeu e o tributo de Atenas
Androgeu havia vencido todas as provas dos jogos panatenaicos suscitando a inveja do rei Egeu, que acaba por mandar assassinar o príncipe. Minos invade então a Ática mas não logra tomar Atenas. Reza a Zeus para que este provoque peste e fome à cidade. Com a derrota do rei Egeu, Minos impôs um tributo de sete rapazes e sete moças que deviam ser sacrificados ao Minotauro anualmente.

### Teseu e o minotauro

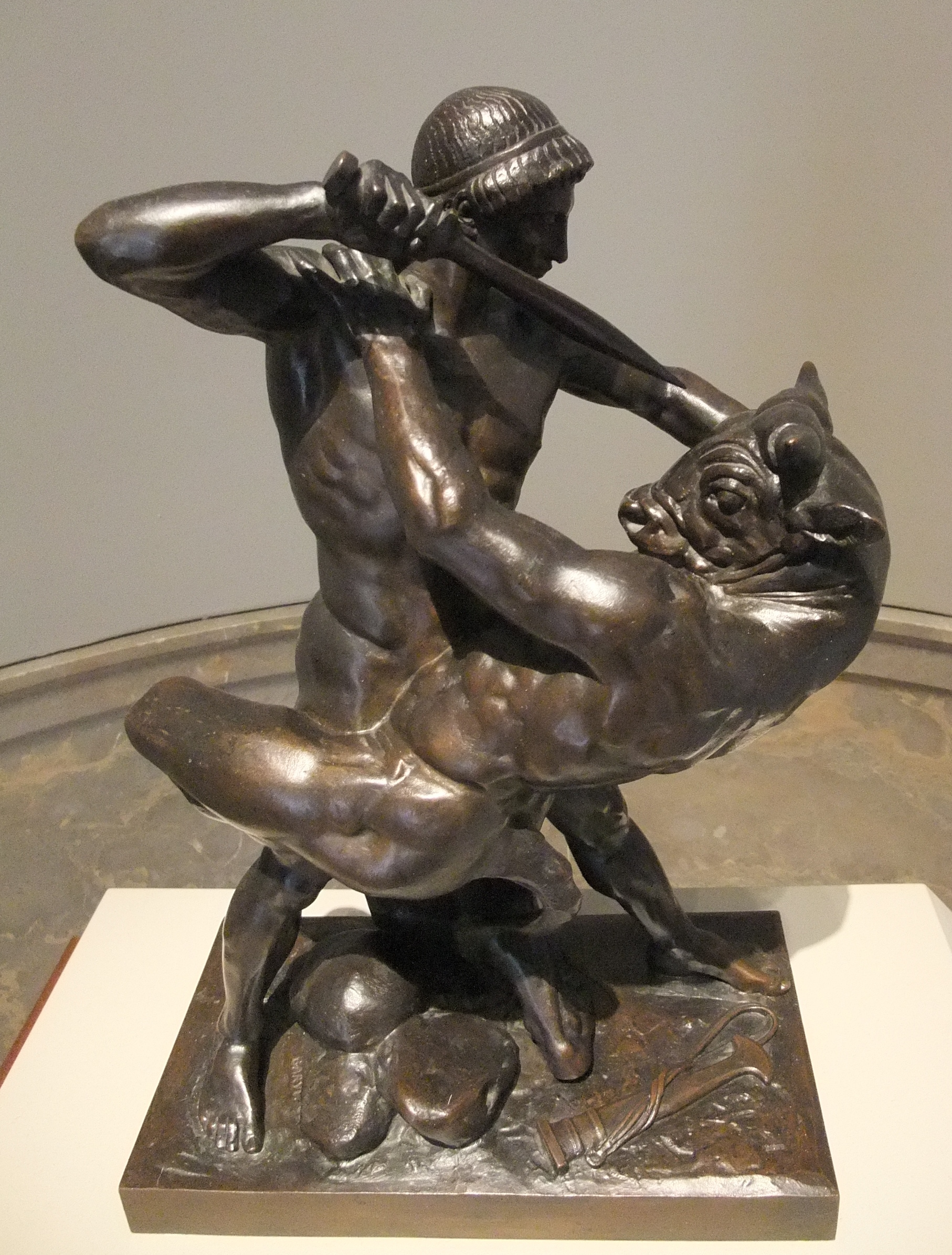
Teseu esfaqueando o minotauro
Por Antoine-Louis Barye, 1843

Teseu, filho de Egeu, decidiu voluntariamente ser um dos escolhidos para irem a Creta serem devorados pelo Minotauro, prometendo a seu pai que iria matá-lo e se voltasse vitorioso, o navio, que habitualmente possuía velas pretas, teria velas brancas. Chegando a Creta, os jovens e donzelas são exibidos a Minos, e, durante a exibição, Ariadne avista Teseu e acaba por apaixonar-se por ele. Com a promessa de que levaria Ariadne para Atenas, Teseu recebe dela um novelo de lã encantado (o fio de Ariadne) e uma espada, que Teseu usou para matar a fera. Em outra versão, o herói mata a criatura a socos; ainda segundo outra versão, foi com a espada de ouro de seu pai, que Teseu alcançou a vitória.
Para não se perder durante o caminho, Ariadne segurou uma das pontas do novelo que se desenrolava à medida que Teseu adentrava no labirinto. Uma versão alternativa diz que o novelo foi preso na porta do labirinto. No meio do labirinto, Teseu matou a fera, libertou os atenienses e retornou pelo mesmo caminho por onde havia adentrado. Após o grandioso feito, Teseu foge para seu navio acompanhado de Ariadne e os atenienses, no entanto, não zarpam da ilha antes de fender o casco dos navios cretenses.
Durante a viagem de regresso, Teseu aportou na ilha de Naxos para coletar água. Ariadne foi abandonada por Teseu na ilha, uma ocorrência para a qual há várias explicações: uma tempestade desviou o barco de Teseu; Minerva apareceu-lhe nos sonhos e ordenou que o fato fosse realizado; Teseu já era casado; Dionísio apaixonou-se por Ariadne e acabou por enfeitiçar Teseu para esquecê-la; Dionísio ordena a Teseu que ele abandone a jovem na ilha. Quando estavam próximos da costa de Atenas, Teseu tomado pela imensa alegria, esqueceu-se de trocar as velas do barco para brancas, fazendo com que Egeu, em um momento de desespero, se lançasse ao mar que hoje tem seu nome para homenageá-lo.

### Dédalo e Ícaro

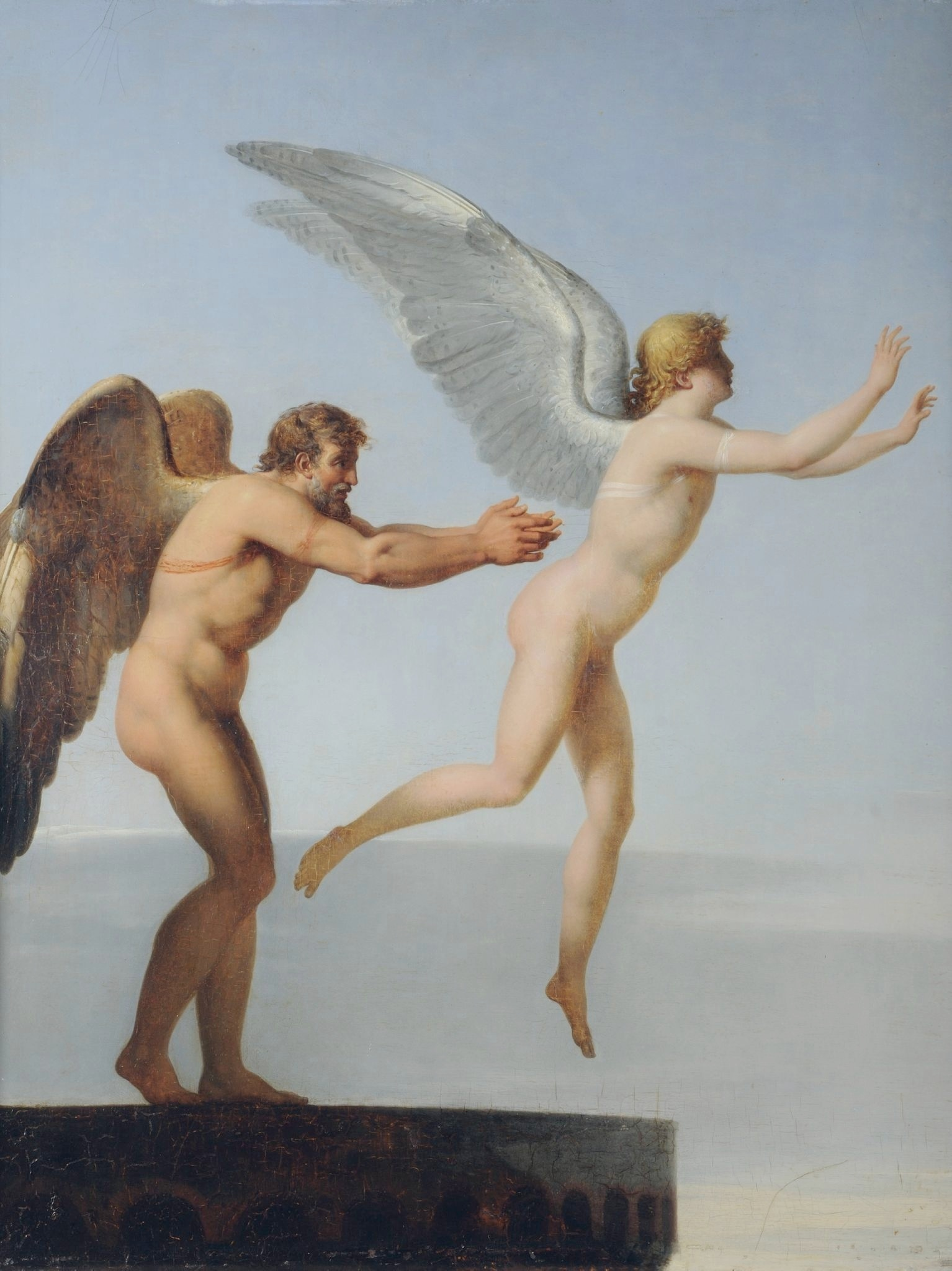
Dédalo e Ícaro
Charles Paul Landon

Quando Minos descobriu que Dédalo tinha feito a vaca para Pasífae, este fugiu de Creta, com a ajuda da rainha. Ícaro (filho de Dédalo) foge com seu pai, mas acaba por morrer em um acidente naval na ilha que passou a se chamar Icária. Diodoro apresenta a versão alternativa de que Dédalo fugiu de Creta voando: com seu engenho inigualável, constrói para si e para seu filho dois pares de asas, ligadas com cera. Ícaro, deslumbrado com a beleza do firmamento, sobe demasiado e o Sol derrete a cera de suas asas, precipitando-o nas águas do mar Egeu, enquanto Dédalo consegue chegar à Sicília.

### Morte de Minos
Dédalo passou um bom tempo trabalhando para o rei Cócalo, construindo várias maravilhas. Minos, porém, quando soube que Dédalo tinha se refugiado na Sicília, resolveu fazer uma campanha contra a ilha. Desembarcando com uma grande força na ilha, no local chamado a partir de então de Heracleia Minoa, Minos demandou de Cócalo que entregasse Dédalo para ele ser punido, porém, o rei, trouxe Minos como convidado ao seu palácio, e assassinou-o durante o banho, fervendo-o em água quente. Cócalo devolveu o corpo de Minos aos cretenses, dizendo que ele tinha se afogado no banho; os cretenses o enterraram na Sicília, no lugar onde mais tarde foi fundada a cidade de Acragas, e lá seus restos ficaram até que Terone, tirano de Acragas, devolveu seus ossos para os cretenses.
Após sua morte, Minos tornou-se, assim como Radamanto e Éaco, um dos três juízes do inferno, sendo ele o juiz responsável pelo veredito final. Seu sucessor foi seu filho Catreu.

## Versão do mito em que houve dois reis chamados Minos
Estas versões procuram conciliar o fato de Minos ser uma personalidade real, confidente de Zeus e legislador e, ao mesmo tempo, um homem cruel e violento. Plutarco racionaliza esta inconsistência propondo que sua imagem ruim foi construída pelos poetas trágicos de Atenas, e que foi uma infelicidade ser inimigo de uma cidade que domina a língua e a literatura. Diodoro Sículo supõe que o primeiro Minos era filho de Zeus e Europa, e sucedeu ao marido da sua mãe, Astério, rei de Creta. Este se casou com Itona, filha de Líctio, e desta união nasceu Licasto, seu sucessor. Licasto se casou com Ida, filha de Coribas, e desta união nasceu o segundo Minos. Este segundo é quem se tornou senhor dos mares, casou-se com Pasífae, filha de Hélio e Creta, e teve vários filhos.